# Gel
Gel (gheo) – từ tiếng Latinh gelu (đá, đông cứng, lạnh) hoặc từ chữ gelatus (đóng băng, cố định) – là một trạng thái vật chất của một hệ keo có môi trường phân tán ở thể rắn và chất phân tán ở thể lỏng. (Ở một số nơi người ta còn gọi gel là dung dịch keo đặc
Gel và sol có thể biến đổi lẫn nhau. Sol được tạo thành từ gel ví dụ như bằng cách pha loãng hay đun nóng và ngược lại gel được tạo thành từ sol bằng phương pháp keo tụ (đông tụ).
Gel có thể được sử dụng làm môi trường chứa cho các loại thuốc cao (thuốc xoa) và kem, gel xoa tóc và cũng được sử dụng làm mực cho bút bi. Gel còn được dùng làm tấm nền (tiếng Anh: matrix) trong phương pháp phân tách điện di trên gel.